# (33333) 1998 SP66
1998 SP66 (asteroide 33333) é um asteroide da cintura principal. Possui uma excentricidade de 0.17104910 e uma inclinação de 6.38376º.
Este asteroide foi descoberto no dia 20 de setembro de 1998 por Eric Walter Elst em La Silla.